# Beriqua modesta
Beriqua modesta är en skalbaggsart som beskrevs av Louis Albert Péringuey 1904. Beriqua modesta ingår i släktet Beriqua och familjen Melolonthidae. Inga underarter finns listade.